# Chloraea biserialis
Chloraea biserialis là một loài thực vật có hoa trong họ Lan. Loài này được Griseb. mô tả khoa học đầu tiên năm 1879.